# Vache de Floride
 (décembre 2024).
Si vous disposez d'ouvrages ou d'articles de référence ou si vous connaissez des sites web de qualité traitant du thème abordé ici, merci de compléter l'article en donnant les références utiles à sa vérifiabilité et en les liant à la section « Notes et références ».
La vache de Floride est une race bovine américaine originaire de Floride. Elle porte aussi les noms de Florida cracker, Florida scrub ou cracker crow.

## Origine
C'est une race géographiquement et historiquement liée au peuplement de la Floride. D'abord colonie espagnole, cette région accueille des races bovines venues d'Espagne. Après son entrée au sein des États-Unis (1822), sa population bovine est conservée, sélectionnée dans un environnement peu favorable à l'élevage bovin. Pour cette raison, elle a été élevée à l'écart de croisement avec des races d'origine britannique. Elle est proche génétiquement des races criollo d'Amérique et de la Texas Longhorn.

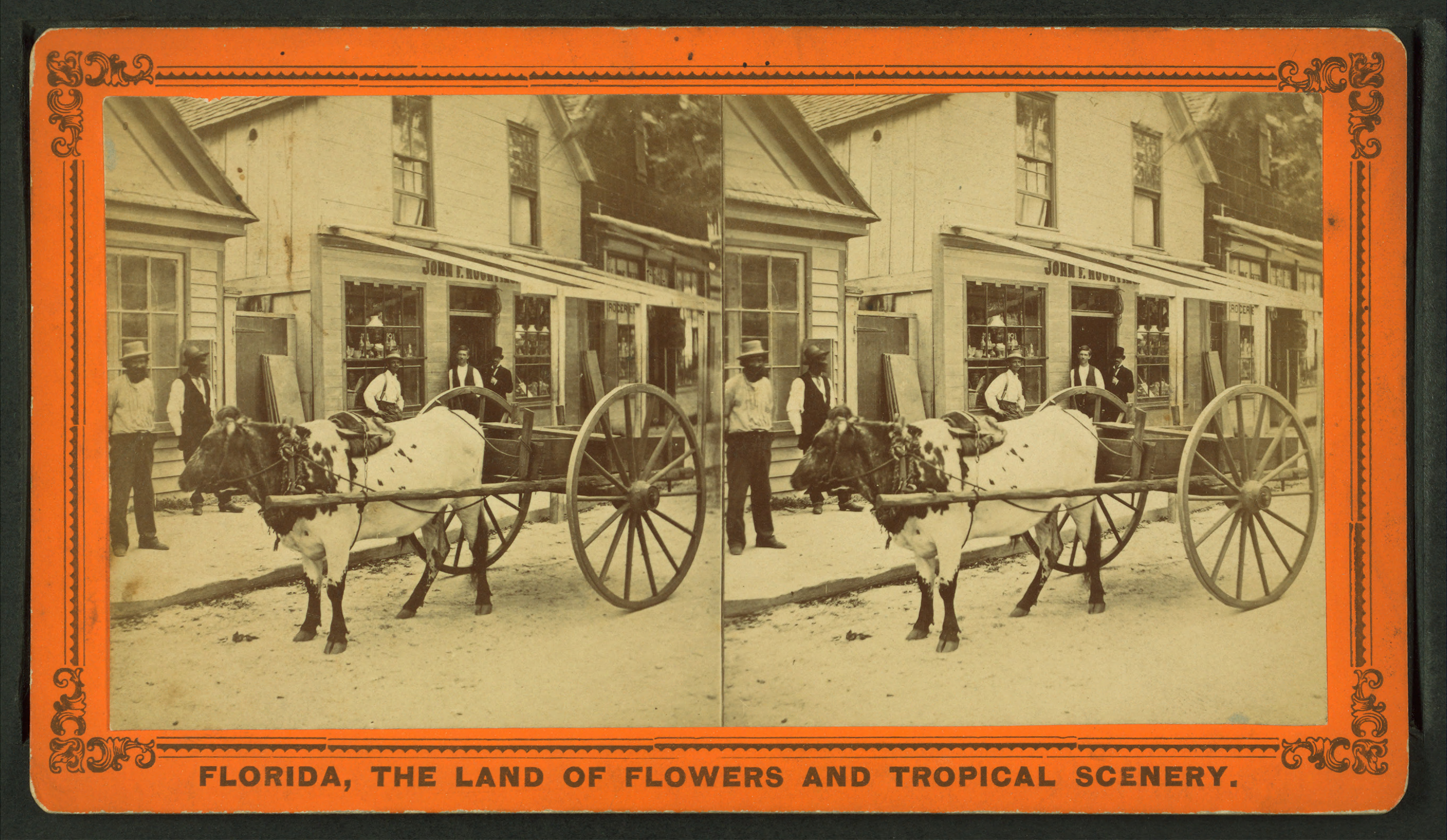
Vue stéréoscopique d'une vache de Floride attelée à une charrette (années 1870).

Raréfiée par la mise en place de races plus efficaces, elle fait partie du programme de préservation initiée par l'état de Floride.

## Morphologie
C'est une race de taille réduite. Les deux sexes portent des cornes et une grande variété de robes : pommelé-gris, bleu, tacheté marron, marron uni, blanc uni, blanc avec des taches noires, blanc avec des taches brunes, noir uni, ou dans certains cas, palomino.

## Aptitudes
C'est une race bouchère utilisée autrefois pour sa force de travail et la fourniture d'un peu de lait à la famille de l'éleveur.  Elle est rustique, apte à pâturer des zones aux fourrages grossiers, sous un climat chaud et humide et en présence d'ectoparasites. 
Intimement liée à l'histoire de la Floride, elle est présente dans les rodéos et fêtes comme le marquage des veaux.